# Dissociatieve stoornis nao
Dissociatieve stoornis nao (niet anderszins omschreven) is de restgroep in de categorie dissociatieve stoornissen zoals omschreven in het psychiatrische handboek DSM-IV. Bij stoornissen in deze subcategorie treedt dissociatie sterk op de voorgrond (dus verstoring van bewustzijn, waarneming, identiteit of geheugen), maar is niet voldaan aan de voorwaarden voor diagnose voor een van de vier specifiek omschreven dissociatieve stoornissen.
Volgens de DSM-classificatie vallen in deze groep enige stoornissen die in het handboek ICD-10 wel specifiek zijn beschreven, zoals dissociatieve motorische of zintuiglijke stoornissen of dissociatieve convulsies.
Ook het syndroom van Ganser, aandoeningen als amok en latah of bepaalde vormen van trance kunnen worden gezien als dissociatieve stoornis nao.